# Meritxell Soler
Meritxell Soler Delgado (San Juan de Torruella, 20 de julio de 1992) es una deportista española que compite en atletismo, especialista en las carreras de fondo y de maratón.
Ganó una medalla de bronce en el Campeonato Europeo de Atletismo en Ruta de 2025, en la prueba de media maratón por equipo. Participó en los Juegos Olímpicos de París 2024, ocupando el vigesimoquinto lugar en la prueba de maratón.
Fue campeona de España de media maratón en 2022.

## Palmarés internacional
| Campeonato Europeo en Ruta | Campeonato Europeo en Ruta | Campeonato Europeo en Ruta | Campeonato Europeo en Ruta |
| Año                        | Lugar                      | Medalla                    | Prueba                     |
| -------------------------- | -------------------------- | -------------------------- | -------------------------- |
| 2025                       | Bruselas/Lovaina (Bélgica) | Medalla de bronce          | Media maratón por equipo   |